# Luftschutzpolizei
Luftschutzpolizei (LS-Pol) (Luftskyddspolisen) bildades när de tyska civilförsvaret omorganiserades 1942. Sicherheits- und Hilfsdienst (SHD) vilket var civilförsvarets undsättningsorganisation och lydde under Riksluftfartsministeriet delades då upp mellan flygvapnet och polisen. De motoriserade undsättningskolonnerna överfördes till flygvapnet (Luftwaffe) som motoriserade räddningsbataljoner, medan de ortsfasta kolonnerna bildade luftskyddspolisen. 
Tjänstegrader
| SHD                                         | Luftschutzpolizei 1942 | Luftschutzpolizei 1943         | Luftwaffe      |
| ------------------------------------------- | ---------------------- | ------------------------------ | -------------- |
| SHD-Mann                                    | LS-Mann                | Anwärter d. LS-Pol             | Flieger        |
| SHD-Mann                                    | LS-Mann                | Unterwachtmeister d. LS-Pol    | Gefreiter      |
| SHD-Truppführer                             | LS-Truppführer         | Rottwachtmeister d. LS-Pol     | Obergefreiter  |
| SHD-Gruppenführer                           | LS-Gruppenführer       | Wachtmeister d. LS-Pol         | Unteroffizier  |
| SHD-Gruppenführer                           | LS-Gruppenführer       | Oberwachtmeister d. LS-Pol     | Unterfeldwebel |
| SHD-Hauptgruppenführer                      | LS-Hauptgruppenführer  | Zugwachtmeister d. LS-Pol      | Feldwebel      |
| SHD-Stabsgruppenführer                      | LS-Stabsgruppenführer  | Hauptwachtmeister d. LS-Pol    | Oberfeldwebel  |
| -                                           | -                      | Meister d. LS-Pol              | Stabsfeldwebel |
| SHD-Zugführer                               | LS-Zugführer           | Zugführer d. LS-Pol            | Leutnant       |
| SHD-Oberzugführer                           | LS-Oberzugführer       | Oberzugführer d. LS-Pol        | Oberleutnant   |
| SHD-Bereitschaftsführer                     | LS-Bereitschaftsführer | Bereitschaftsführer d. LS-Pol  | Hauptmann      |
| SHD-Abteilungsführer                        | LS-Abteilungsführer    | Abteilungsführer d. LS-Pol     | Major          |
| SHD-Abteilungsführer mit besonderem Auftrag | LS-Abteilungsleiter    | Oberabteilungsführer d. LS-Pol | Oberstleutnant |